# 蝴蝶谷道寵物公園
蝴蝶谷道寵物公園（英語：Butterfly Valley Road Pet Garden）是香港一個大型寵物公園，位於九龍荔枝角蝴蝶谷道2號，佔地7,000平方米，由渠務署及康樂及文化事務署合作興建。
開放時間為每日07:00-22:00。

## 設施
公園為荔枝角雨水排放隧道工程項目之一，該隧道是西北九龍的重點防洪工程，為了地盡其用，隧道靜水池建於青沙公路的高架道路之下，而上蓋則興建現有的公園，令同一片土地能提供防洪、運輸和休憩三大功能。 
園內設有多項寵物設施，包括寵物飲水器，以及供寵物玩樂的模擬排水管道、穿梭擺杆和跳躍圈環。行人徑上鋪砌漣漪圖案，草地上築有木筏形的地台，以映襯公園底下的雨水排放隧道。

## 外部連結
- 蝴蝶谷道寵物公園 康樂及文化事務署網站 （页面存档备份，存于）